# Hilarempis languida
Hilarempis languida är en tvåvingeart som beskrevs av Collin 1933. Hilarempis languida ingår i släktet Hilarempis och familjen dansflugor. Inga underarter finns listade i Catalogue of Life.